# Csudafilm
A Csudafilm 2005-ben bemutatott színes magyar romantikus filmvígjáték. Ragályi Elemér és Kern András forgatókönyvéből Ragályi Elemér rendezte. 
A főbb szerepekben Kern András, Katerina Didaszkalu, Rudolf Péter, Badár Sándor és Reviczky Gábor látható. A film főszereplője a görög származású hajléktalan, Nikos (Kern András), aki váratlanul egy görög luxusszállodát örököl. A forgatás Magyarországon és Kréta szigetén zajlott.
A 2005. január 27-én bemutatott filmet a kritikusok negatívan fogadták, bírálva a rendezést és a forgatókönyvet. A mozikban ennek ellenére jól teljesített és a 2005-ös év harmadik legjövedelmezőbb magyar filmje lett.

## Cselekmény
Nikos, a Baross téri aluljáróban élő hajléktalan hatalmas luxusszállót örököl egy görög arisztokratától. Kréta szigetére utazik jogos tulajdonához, ahol a görögök, különösen a szállodát vezető Eleni gyanakodva és ellenségesen fogadja a különc férfit. Nikos nemsokára hajléktalan barátait is meghívja magához. Tettei nyomán a lényeges dolgok mégis jól sülnek el a végén, és még a szerelem is megtalálja a kezdetben antipatikus Eleni személyében.

## Szereplők
- Nikos – Kern András
- Eleni – Katerina Didaszkalu
- Kosztasz – Rudolf Péter
- Kertai Bandi –Badár Sándor
- Keke – Reviczky Gábor
- Mérnök úr – Kovács Lajos
- Hozsó – Derzsi János
- Vodkás Böbe – Soós Edit

## A film készítése
A forgatókönyv Ragályi Elemér ötletéből készült, másfél-két hónap alatt. A forgatás Magyarországon és Krétán zajlott. A film 370-380 millió Ft-os költségvetésének legnagyobb részét az RTL Klub finanszírozta koprodukciós partnerként. A Magyar Mozgókép Közalapítvány és a görög partnerek is támogatták anyagilag az elkészítését.

## Filmzene
A film zenéjét Rakonczai Viktor szerezte, a "Mindhalálig mellettem" című dalt Zsédenyi Adrienn adta elő.
1. Mindhalálig mellettem (Zsédenyi Adrienn)
2. Szerelem szigete
3. Szemtől szemben
4. Csudadal (Bolyki Balázs)
5. A reggel
6. Boldog vagyok
7. Neked én, Nekem te (R-Port)
8. Főcímzene
9. Mindhalálig mellettem
10. Görög ebéd
11. Minden, ami volt (R-Port)
12. Rablás
13. Hol a ruhám?!
14. In a Dream (Bolyki Brothers)
15. Smarnikosz
16. The Hourglass (Mindhalálig mellettem - angol verzió) (Zsédenyi Adrienn)

## Fogadtatás

### Bevételi adatok
A film 2005. január 27-én került a mozikba, a rossz kritikák ellenére a bemutató hetében, a 36. Magyar Filmszemle előtti héten 23 511 fős nézőszám mellett 21 190 037 Ft-os bevételt termelt. A Sorstalanság és az Egy szoknya, egy nadrág után a 2005-ös év harmadik legnézettebb magyar filmje lett.

### Kritikai visszhang
A korabeli filmkritikák szerint a film forgatókönyve összecsapott, hiányolták a rendezői megoldásokat és a hitelességet. A Magyar Narancs kritikája szerint „Ragályi rendezése csupán egy végtelenül irritáló manírgyűjtemény, amiben nemhogy történetnek, de még logikának sem találjuk nyomát. Kern András modorossága mellett kapunk néhány szép felvételt...”. A Népszabadság kritikusa is bírálta a forgatókönyvet és a „primitív és alpári kvázi poénokkal” tűzdelt párbeszédeket, továbbá a súlytalan, szerinte csak reklám céljából felbukkanó mellékszereplőket.
A kritikusok pozitívumként méltatták az operatőri munkát (Ragályi Elemér elsősorban nem rendezőként, hanem operatőrként vált ismertté) és Katerina Didaszkalu színészi játékát.

### Nézettség
A nézettségi adatok szerint 156 749 jegyet adtak el rá.